# Eucriotettix grandis
Eucriotettix grandis är en insektsart som först beskrevs av Hancock, J.L. 1912.  Eucriotettix grandis ingår i släktet Eucriotettix och familjen torngräshoppor. Inga underarter finns listade i Catalogue of Life.